# Drugi anglo-nizozemski pomorski rat
Drugi anglo-nizozemski pomorski rat (1665. – 1667.), izbio je deset godina poslije prvog anglo-nizozemskog pomorskiog rata kada je Nizozemska sredila financije, povećala kolonijalni posjed, razvila i proširila pomorsku trgovinu u tolikoj mjeri da je ponovo nadmašila Englesku. Uspjesi Nizozemske u drugom dansko-švedskom ratu (1665. – 1667.) ponovo su podigli ugled nizozemske flote i politički prestiž zemlje. Uvidjevši da mirnodopskom konkurencijom neće moći obuzdati Nizozemsku, Engleska se ponovo odlučila na rat. Nizozemci su pokušali da izbjeći rat posredstvom Francuske, no kako to nije uspjelo, u proljeće 1664. opremili su novu flotu tobože za borbu protiv arapsko-berberskih i španjolskih gusara.

## Djelovanja prije objave rata
Bez objave rata Englezi su 1664. zaposjeli nizozemske kolonije na zapadnoj obali Afrike i New Amsterdam u Sjevernoj Americi. Sredinom iste godine admiral Ruyter povratio je većinu posjeda na zapadnoj obali Afrike i zaplijenio veliki broj engleskih trgovačkih brodova. Saznavši za Ruyterov pohod, Englezi su zaplijenili sve nizozemske trgovačke brodove u engleskim lukama i počeli krstarički rat, na što su Nizozemci, opet, odgovorili zapljenom engleskih. brodova u svojim lukama.

## Objava rata i stanje mornarica sukobljenih strana
Zbog napada na nizozemski konvoj u Gibraltaru 29. prosinca 1664. Nizozemska je 24. siječnja 1665. objavila rat, a Engleska je to učinila tek 14. ožujka 1665.

###### Nizozemska
Nizozemska je stupila u rat s dobro opremljenom i obučenom flotom od 97 linijskih brodova, 13 manjih ratnih brodova, 11 brandera i 12 galija. Sagrađen je veći broj fregata. 

###### Engleska
Engleska flota brojala je oko 80 linijskih brodova i fregata, 21 manji ratni brod i 21 brander. Među linijskim brodovima bilo je i tropalubnih s 90 topova. Flota je stupila u rat dobro obučena zahvaljujući uvođenju profesionalnog časničkog kadra i instrukcijama iz 1665. o jedrenju i borbi u flotnim sastavima.
Obje flote uvrstile su u svoj sastav i naoružane trgovačke brodove. Svoje pripreme završile su tek u svibnju.

## Velike bitke u ratu i njihove posljedice
Do prve, velike bitke, došlo je 13. lipnja 1665., kod Lowestofta, gdje su Englezi pobijedili Nizozemce. Poslije toga u Londonu je vladala kuga, pa engleska flota nije izlazila iz luka, stoga je Nizozemska imala vremena opremiti nove brodove. Početkom 1666. na Nizozemsku stranu su se pridružile Francuska i Danska. Zbog svojih posebnih interesa francuska flota nije se uopće angažirala u ratu, a Danska je svoje sudjelovanje u ratu ograničila samo na zatvaranje Baltičkog mora. Admiral Ruyter, 10. lipnja,  je isplovio s flotom kako bi pronašao Engleze. Tako je 11. lipnja došlo do Četverodnevne bitke, jedne od najčuvenijih u povijesti pomorskih ratova koja je završila potpunim porazom engleske flote. Da bi onemogućio opremanje i prikupljanje nove flote, Ruyter je vršio prepade na engleske luke i sidrišta. Sa 7,000 vojnika on je 13. srpnja osvanuo pred ušćem Temze. U međuvremenu su Englezi opremili svoje brodove i prikupili ih u Temzi i Harwichu gdje su bili zaštićeni. Doznavši da su Englezi bili spremni na svim mjestima gdje se mogao očekivati desant Ruyter je od njega odustao te je umjesto toga blokirao Temzu. U blizini njezinog ušća uskoro je došlo do sukoba te su u bitci kod North Forelanda 4. kolovoza Nizozemci potučeni.
No, Veliki požar u Londonu i oskudica u novcu natjerali su engleskog kralja na mirovne pregovore koji su započeli sredinom listopada u Bredi. Zbog toga je raspušteni najveći dio engleske flote, dok su krstarički i kolonijalni rat nastavljen.
Stoga su u proljeće 1667., kako bi potaknuli Engleze na završetak pregovora, Nizozemci opremili flotu od 60 linijskih brodova pod zapovjedništvom Ruytera te 19. lipnja 1667., uputili je na ušće Temze. Grad Sheerness je zauzet 20. lipnja, a 22. i 23. lipnja uništeno je i zaplijenjeno mnogo ratnih brodova. Kada se 6. srpnja Ruyter ponovno pojavio pred Temzom mirovni pregovori su ubrzani. Desantni prepad Nizozemaca na Harwich 12. srpnja Englezi su odbili.

## Mir u Bredi
Do kraja rata Nizozemci su operirali u Temzi i na obalama Engleske. Ni kod njih rat nije bio popularan. Stoga je došlo do mira u Bredi 21. srpnja 1667. Usprkos velikim uspjesima u posljednjoj godini rata, Nizozemska nije postigla yeć olakšice Navigacijskog akta; dobila je englesku koloniju Surinam, ali je izgubila Novu Nizozemsku i ponovo je morala priznati pozdrav engleskoj zastavi. 